# Bürgermeisterei Dasburg
Die Bürgermeisterei Dasburg war eine von ursprünglich 29 preußischen Bürgermeistereien, in die sich der 1816 neu gebildete Kreis Prüm im Regierungsbezirk Trier verwaltungsmäßig gliederte. Von 1822 an gehörte der Regierungsbezirk Trier, damit auch die Bürgermeisterei Dasburg, zu der in dem Jahr neu gebildeten Rheinprovinz. Der Verwaltung der Bürgermeisterei unterstanden drei Gemeinden. Der Verwaltungssitz war in Dasburg, später in der heutigen Ortsgemeinde Daleiden im Eifelkreis Bitburg-Prüm in Rheinland-Pfalz.
Die Bürgermeisterei wurde 1927 in Amt Dasburg umbenannt, dieses 1936 aufgelöst und mit anderen Ämtern zum seinerzeit neu gebildeten Amt Daleiden-Leidenborn zusammengeschlossen.

## Gemeinden und zugehörige Ortschaften
Zur Bürgermeisterei Dasburg gehörten folgende Gemeinden (Stand 1843):
- Dahnen (483 Einwohner) mit der Lascheiderauls-Mühle (8), der Mühlbachs  Mühle (8), der Mühle an der Our (9) sowie den Häusern Friedrichsseif (auch Michelsfeld; 4), Langfuhr (auch Quintstein; 11), Rockersseif (auch Quintscheid; 7), Wiegerich (10) und Wehrbüsch (7)
- Dasburg (694) mit der Dasburger Mühle (20) und dem Haus Böwerei (7)
- Preischeid (155) mit dem Weiler Sägmühle (auch Ropenauel und Preischeider Mühle; 26), dem Hof Oelverhof (29) und dem Haus Preischeider Barack (2)

Insgesamt lebten im Bürgermeistereibezirk 1.480 Menschen in 242 Wohnhäusern. Es gab in den drei Gemeinden jeweils eine Kirche, in Dahnen und in Dasburg jeweils eine Kapelle und eine Schule (Stand 1843).
Bei einer statistischen Erhebung aus dem Jahr 1885 wurden 1.433 Einwohner in 309 Haushalten gezählt; alle Einwohner waren katholisch; die Fläche der zugehörenden Gemeinden betrug insgesamt 2.834 Hektar, davon waren 872 Hektar Ackerland, 229 Hektar Wiesen und 976 Hektar Wald.

## Geschichte
Alle Ortschaften im Verwaltungsbezirk der Bürgermeisterei gehörten vor 1794 zur Herrschaft Dasburg im Herzogtum Luxemburg. Im Jahr 1794 hatten französische Revolutionstruppen die Österreichischen Niederlande, zu denen das Herzogtum Luxemburg gehörte, besetzt und im Oktober 1795 annektiert. Unter der französischen Verwaltung gehörte das Gebiet zum Kanton Clervaux, der verwaltungsmäßig dem Departement Wälder zugeordnet war.
Aufgrund der Beschlüsse auf dem Wiener Kongress wurde 1815 das vormals luxemburgische Gebiet östlich der Sauer und der Our dem Königreich Preußen zugeordnet. Unter der preußischen Verwaltung wurden im Jahr 1816 Regierungsbezirke und Kreise neu gebildet, linksrheinisch behielt Preußen in der Regel die Verwaltungsbezirke der französischen Mairies vorerst bei. Die Bürgermeisterei Dasburg entsprach insoweit der vorherigen Mairie Dasburg.
Die Bürgermeistereien Arzfeld, Daleiden, Dasburg und Olmscheid wurden schon in der zweiten Hälfte des 19. Jahrhunderts vom Daleidener Bürgermeister in Personalunion verwaltet, blieben aber eigenständige Verwaltungsbezirke.
So wie alle Landbürgermeistereien in der Rheinprovinz wurde die Bürgermeisterei Dasburg 1927 in „Amt Dasburg“ umbenannt. Schließlich wurde die zuletzt von Daleiden aus mitverwaltete Bürgermeisterei im Jahr 1936 aufgelöst und in das gleichzeitig neugebildete Amt Daleiden-Leidenborn eingegliedert.
Alle Ortschaften gehören heute verwaltungsmäßig zur Verbandsgemeinde Arzfeld im Eifelkreis Bitburg-Prüm in Rheinland-Pfalz.